# Aljustrel e Rio de Moinhos
Aljustrel e Rio de Moinhos (llamada oficialmente União das Freguesias de Aljustrel e Rio de Moinhos) es una freguesia portuguesa del municipio de Aljustrel, distrito de Beja.

## Historia
Fue creada el 28 de enero de 2013 en aplicación de una resolución de la Asamblea de la República de Portugal promulgada el 16 de enero de 2013 con la unión de las freguesias de Aljustrel y Rio de Moinhos, pasando su sede a estar situada en la antigua freguesia de Aljustrel.

## Demografía
| Gráfica de evolución demográfica de Aljustrel e Rio de Moinhos entre 2011 y 2021 |
|                                                                                  |
| Datos según el nomenclátor publicado por el INE portugués.                       |